# Brodowin

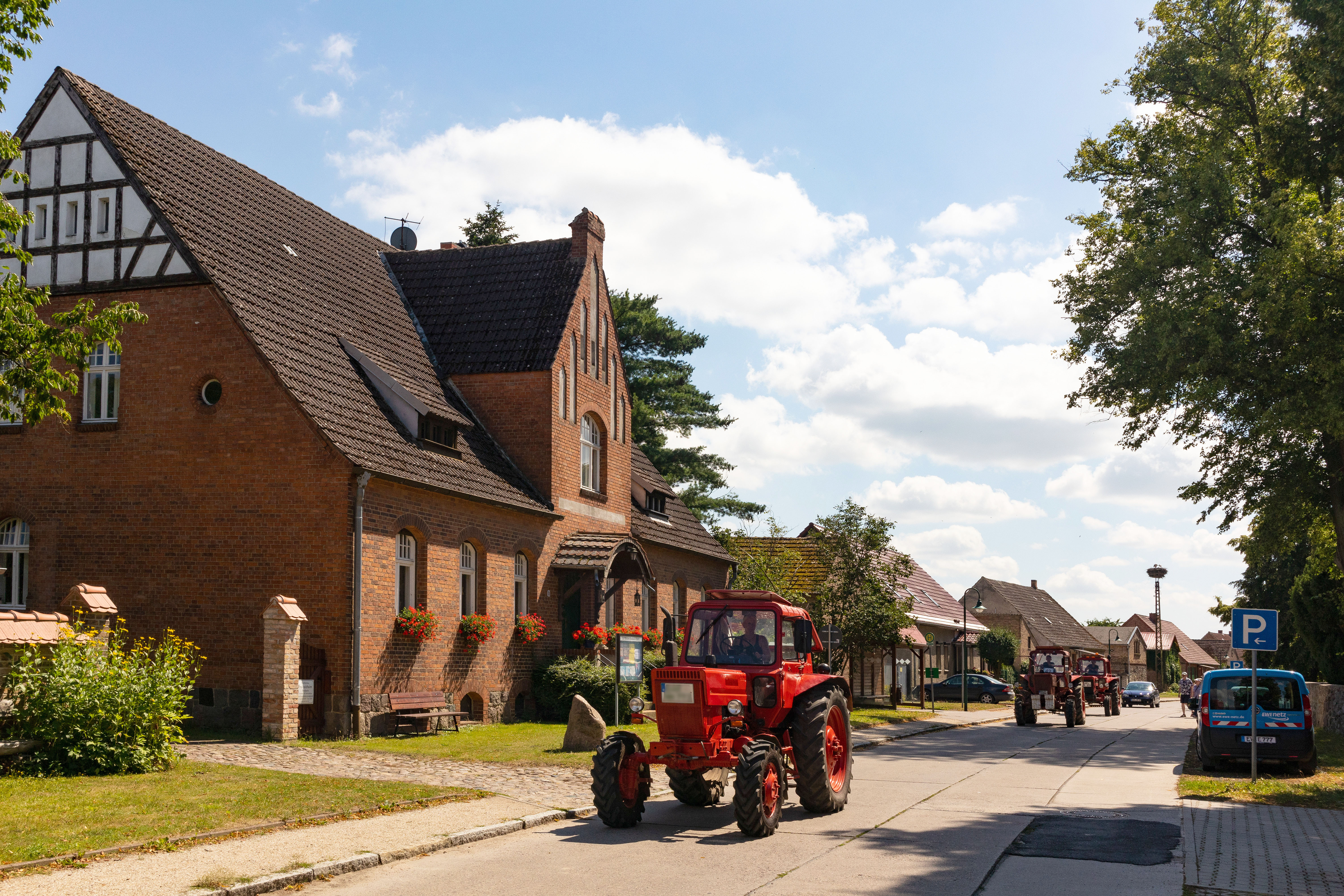
Brodowiner Dorfstraße mit Pfarramt

Brodowin ist ein Ortsteil der Gemeinde Chorin im Landkreis Barnim in Brandenburg. Bis zu seiner Eingemeindung nach Chorin am 31. Dezember 2001 war Brodowin eine eigenständige Gemeinde, die vom damaligen Amt Britz-Chorin verwaltet wurde.

## Lage

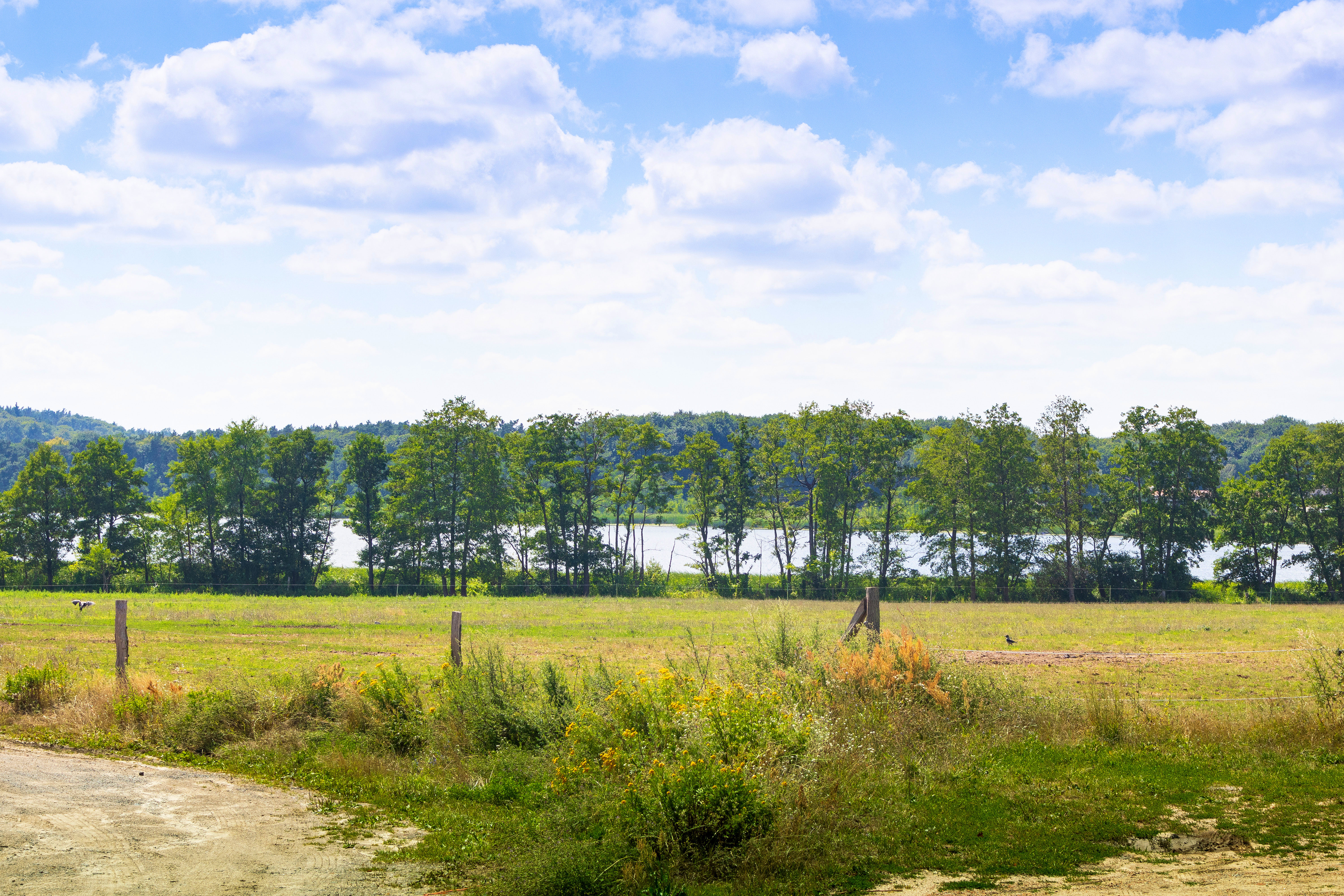
Brodowin, Blick auf den Weißen See hinter dem Hofladen

Der Ort Brodowin liegt im Biosphärenreservat Schorfheide-Chorin, etwa 14 Kilometer Luftlinie nordöstlich der Stadt Eberswalde und grenzt mit seiner nordöstlichen Gemarkungsgrenze an den Parsteiner See. Umliegende Ortschaften sind der zur Stadt Angermünde im Landkreis Uckermark gehörende Ortsteil Bölkendorf und der Ortsteil Parstein der Gemeinde Parsteinsee im Nordosten, Oderberg im Südosten, Liepe im Süden, Chorin im Westen sowie Serwest im Nordwesten.
Auf der Gemarkung von Brodowin liegen sieben Seen, aus diesem Grund wird Brodowin auch als Dorf der sieben Seen bezeichnet. Zudem grenzt die Gemarkung an vier weitere Seen. Neben dem Parsteinsee liegen unter anderem der Brodowinsee, der Weiße See und der Wesensee in der Gemarkung, an den Grenzen liegen der Große und der Kleine Plagesee sowie der Rosinsee.
Brodowin liegt an der Kreisstraße 6013. Die Landesstraße 200 liegt etwa vier Kilometer westlich, die Bundesstraße 158 von Angermünde nach Bad Freienwalde (Oder) etwa sieben Kilometer östlich des Dorfes. Zu Brodowin gehören die Wohnplätze Pehlitz und Weißensee.

## Geschichte

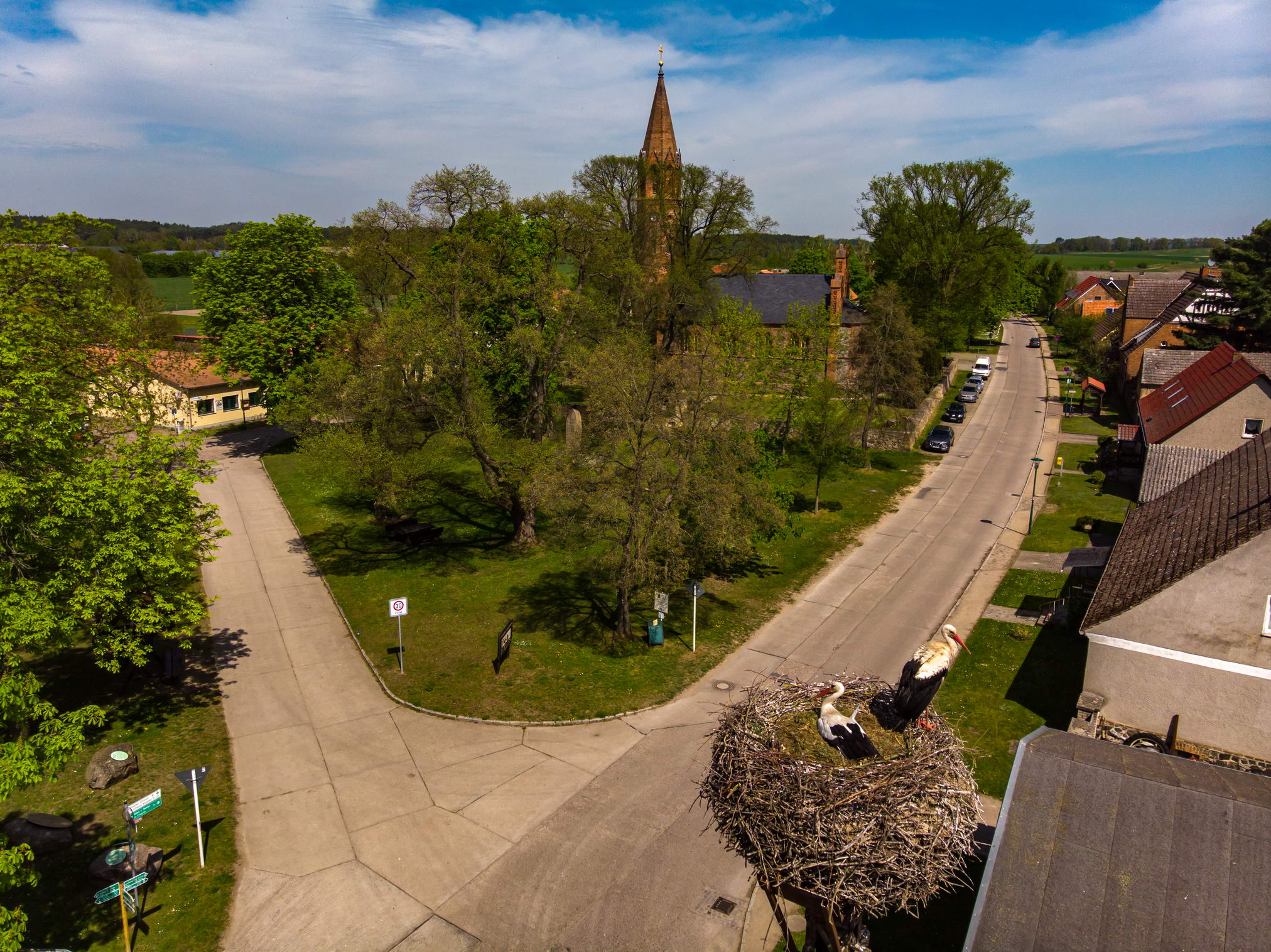
Storchennest in der Dorfmitte am Anger

Brodowin ist ein typisches langgezogenes Straßenangerdorf, das sich über eine Länge von fast zwei Kilometern zieht und in südliche Richtung als Sackgasse endet. Durch archäologische Funde in Dorfnähe kann eine Besiedelung bis in die Bronzezeit nachgewiesen werden. Erstmals urkundlich erwähnt wurde Brodowin im Jahr 1258 unter dem Namen Brodewin, der Ortsname ist slawischer Herkunft und beschreibt etwa einen Ort in der Nähe eines Sumpfgebietes. Bei der erwähnten Siedlung handelt es sich wahrscheinlich um eine angelegte Ortslage auf der Insel Gotteswerder, die im Brodowinsee liegt.
Die Ersterwähnung Brodowins stammt aus einer Urkunde des Markgrafen von Brandenburg, in der dieser das Dorf dem Kloster Lehnin schenkte. Die Schenkung war mit der Bedingung verknüpft, dass das Kloster ein neues Kloster auf einer Insel im Parsteinsee errichten sollte. Der Bau des Klosters an dieser Stelle wurde 1273 abgebrochen, stattdessen wurde das Kloster einige Kilometer weiter südwestlich nahe dem Dorf Chorin erbaut, heute ist es das Kloster Chorin. Anschließend siedelten sich im heutigen Brodowin niederländische und deutsche Bauern an. Spätestens ab 1335 gehörte Brodowin zum Besitz des Klosters Chorin, dieses wurde 1542 säkularisiert und Brodowin kam in den Besitz des Kurfürsten von Brandenburg, Joachim II. Für das Jahr 1557 waren in Brodowin der Lehnschulze, zehn Vollbauern und 17 Kleinbauern verzeichnet.
Im Dreißigjährigen Krieg wurde Brodowin verwüstet. Durch den Krieg und durch viele Pestopfer hatte Brodowin nach Kriegsende fast gar keine Einwohner mehr. Danach war Brodowin zeitweise nicht besiedelt, ab 1691 ließen sich Hugenotten in Brodowin nieder und bauten das Dorf wieder auf. Im Jahr 1848 brannte Brodowin nieder, auch die Dorfkirche wurde bei dem Brand zerstört. Daraufhin bekam Brodowin von dem preußischen König Friedrich Wilhelm IV. einen Kirchenneubau gestiftet. Im Jahr 1853 wurde die von Friedrich August Stüler entworfene Kirche geweiht. Aus derselben Zeit stammen auch die vielen Dreiseithöfe, die bis heute das Ortsbild prägen.
Im Jahr 1907 wurde auf Initiative von Forstmeister Max Kienitz südlich von Brodowin das Naturschutzgebiet Plagefenn eingerichtet, dieses ist somit das älteste Naturschutzgebiet des Landes Brandenburg. Der Name Plagefenn geht auf eine untergegangene Siedlung mit dem Namen Plawe zurück, die zusammen mit Brodowin ersterwähnt wurde. Nach dem Ende des Zweiten Weltkrieges konnte Brodowin einen starken Bevölkerungszuwachs verzeichnen, da damals Flüchtlinge aus den ehemaligen deutschen Ostgebieten in Brodowin Zuflucht suchten. Bei der Bodenreform in der Sowjetischen Besatzungszone wurde das Gutsland auf die Bauern des Ortes aufgeteilt. 1955 schlossen sich die Bauern des Dorfes nach politischem Druck zu der Landwirtschaftlichen Produktionsgenossenschaft Brodowin zusammen.

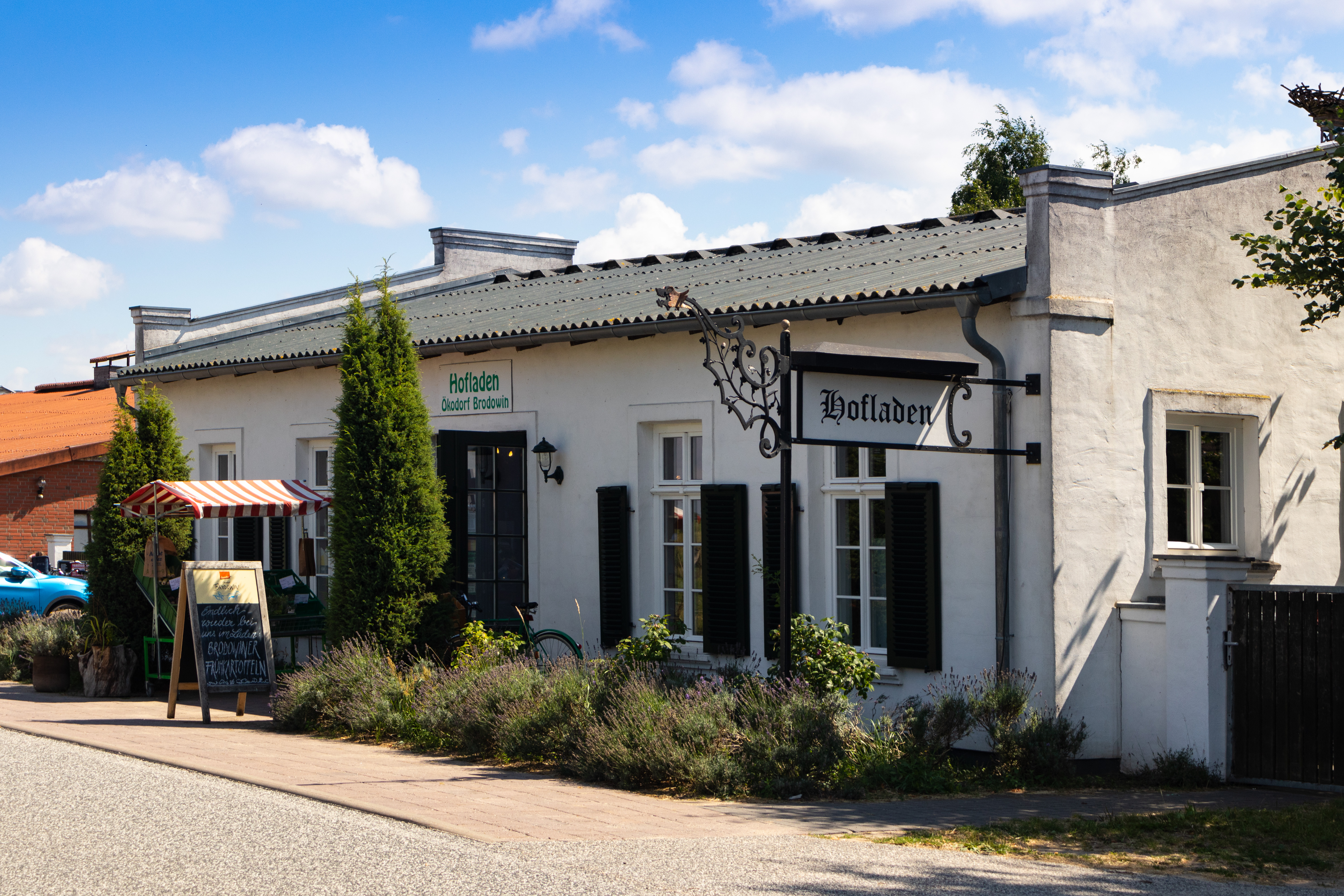
Ökodorf Brodowin Hofladen

Bekannt wurde Brodowin in den 1980er-Jahren durch den „Brodowiner Kirchensommer“ sowie die von Reimar Gilsenbach ins Leben gerufene Veranstaltung „Brodowiner Gespräche“, die in den Kulturbund der DDR aufgenommen wurde. Aus den Veranstaltungen ging nach der Wende der von Werner Upmeier gegründete Verein Ökohof Brodowin hervor. Zu DDR-Zeiten befand sich in Brodowin ein zentrales Pionierlager. Brodowin ist einer der wenigen Orte in der Region, die ein Bevölkerungswachstum aufweisen, seit 1990 stieg die Einwohnerzahl um etwa 10 Prozent.
Brodowin gehörte seit dessen Begründung zum Königreich Preußen. Ab dem 1. April 1817 lag der Ort im Landkreis Angermünde des Regierungsbezirks Potsdam in der Provinz Brandenburg. Am 30. September 1928 wurde der Gutsbezirk Zaun aufgelöst und nach Brodowin eingemeindet. Am 1. April 1937 wurde Pehlitz der Gemeinde angegliedert. Nach dem Zweiten Weltkrieg wurde die Gemeinde Brodowin Teil der Sowjetischen Besatzungszone und später der DDR. Bei der im Juli 1952 in der DDR durchgeführten Gebietsreform wurde Brodowin dem Kreis Eberswalde im Bezirk Frankfurt (Oder) zugeordnet. Nach der Wende wurde der Kreis Eberswalde in Landkreis Eberswalde umbenannt und schließlich aufgelöst, bei der Kreisreform im Dezember 1993 wurde die Gemeinde Brodowin dem neuen Landkreis Barnim zugeordnet, wo sie vom Amt Britz-Chorin mitverwaltet wurde. Am 31. Dezember 2001 wurde die Gemeinde Brodowin nach einem Amtsbeschluss mit der Gemeinde Serwest nach Chorin eingemeindet. 2008 wurde das Amt Britz-Chorin in Amt Britz-Chorin-Oderberg umbenannt.
Am 23. März 2023 besuchte König Charles III. von Großbritannien Brodowin bei seinem ersten Staatsbesuch als noch nicht gekrönter Monarch, um Gespräche über ökologische Landwirtschaft zu führen.

## Denkmale

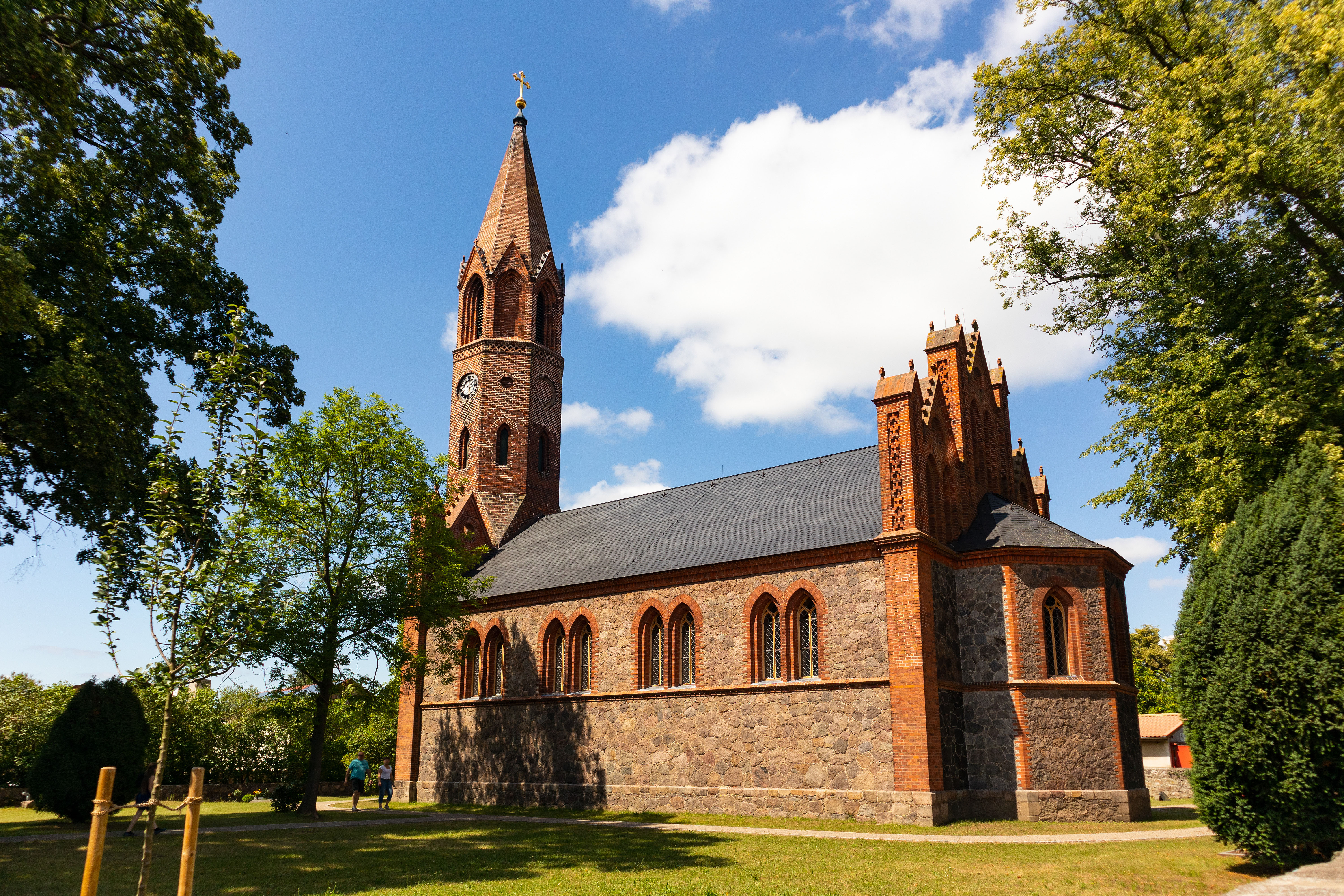
Protestantische Dorfkirche Brodowin
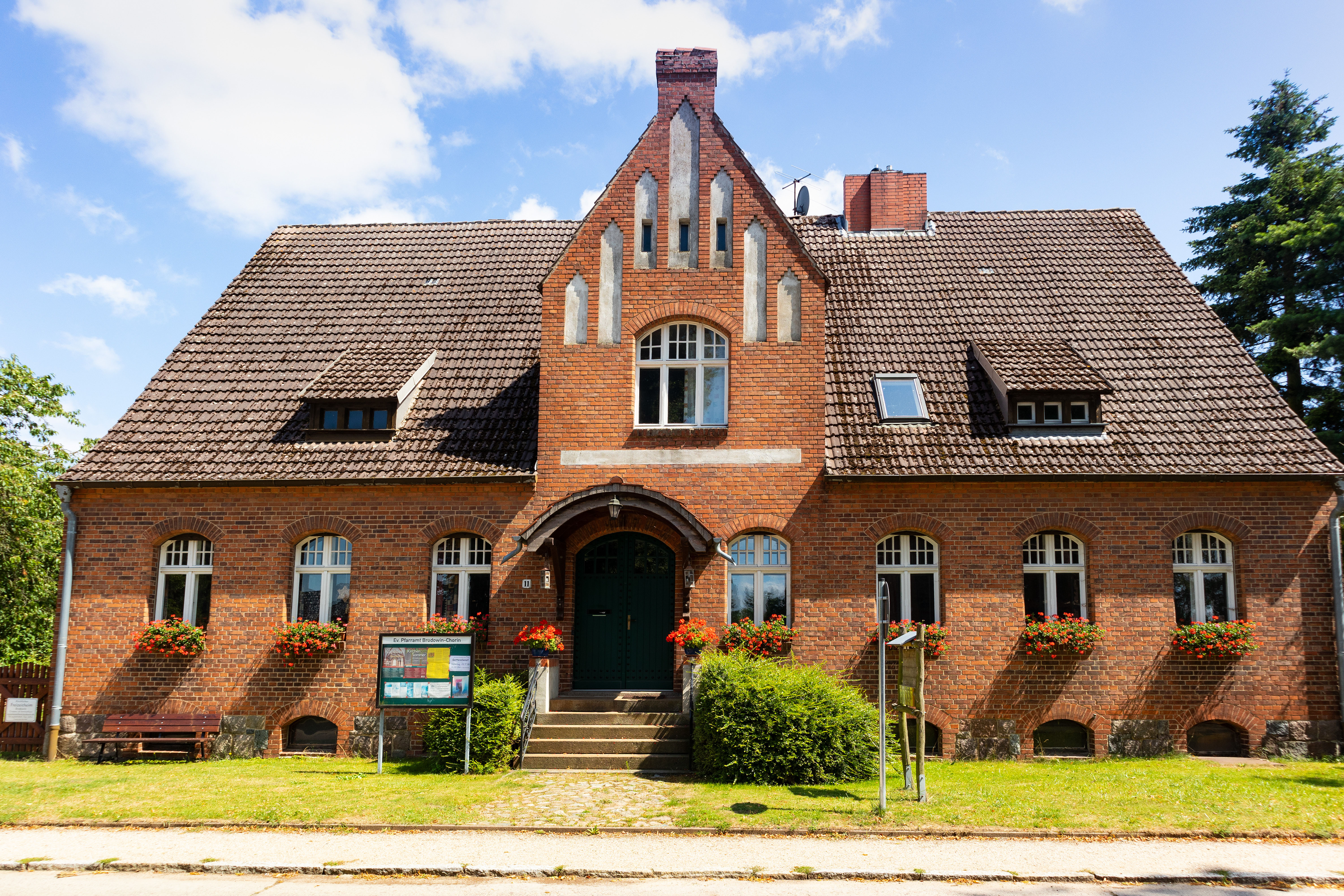
Evangelisches Pfarramt
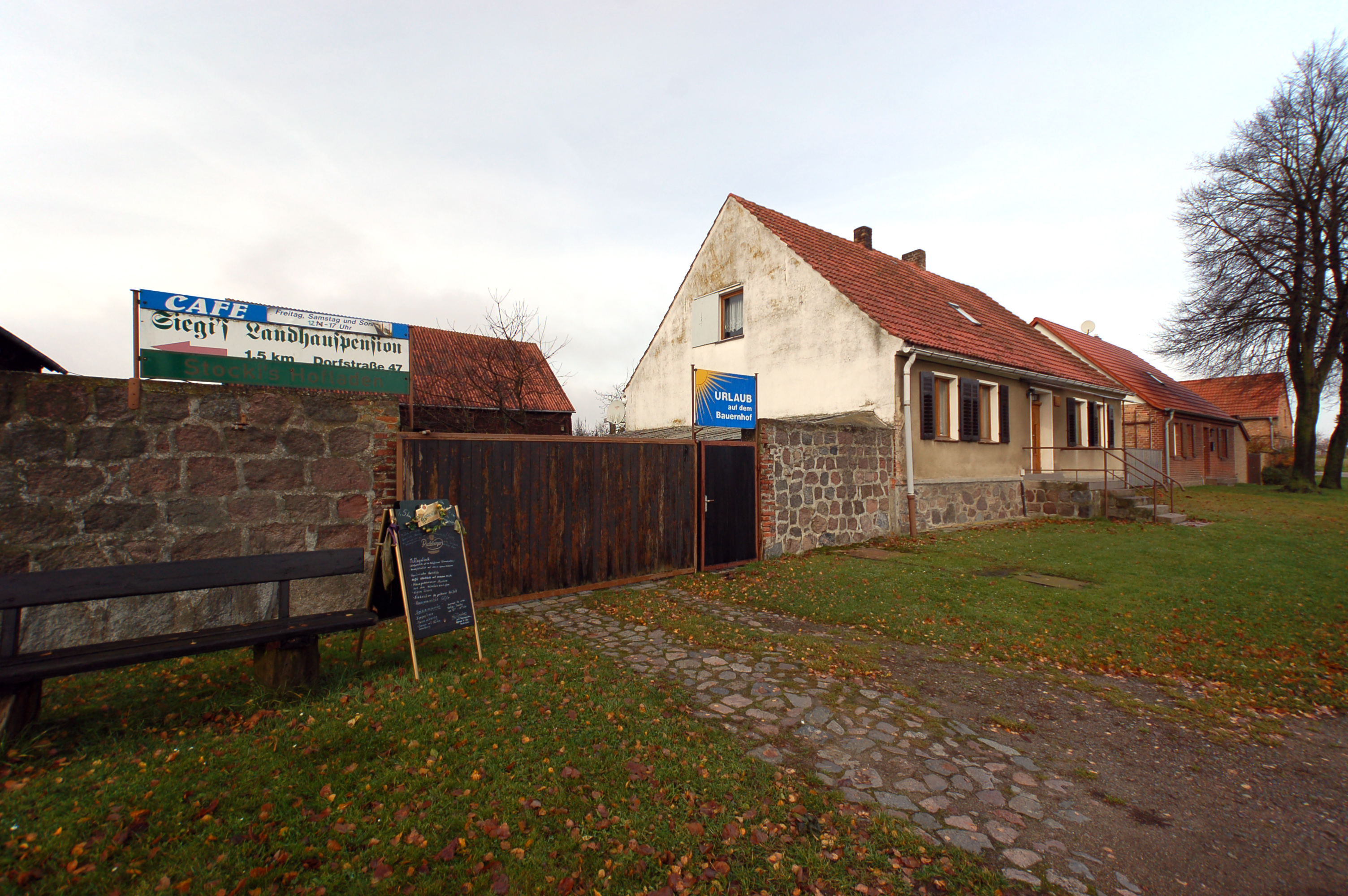
Denkmalgeschütztes Bauerngehöft

Für den Ort Brodowin sind in der Denkmalliste des Landes Brandenburg drei Baudenkmale ausgewiesen.
- Die Dorfkirche Brodowin wurde in den Jahren 1852 und 1853 als Ersatz für das bei einem Dorfbrand zerstörte Vorgängergebäude errichtet. Bei dem Bau handelt es sich um einen neugotischen Saalbau mit einer polygonalen Apsis. Das Gebäude wurde aus Spaltstein errichtet und ist durch Backsteine gegliedert.
- Das Pfarrhaus und Nebengebäude in Brodowin befindet sich gegenüber der Dorfkirche und wurde im Jahr 1904 errichtet. Es handelt sich bei dem Bau um einen eingeschossigen, massiven Ziegelbau unter Satteldach. Der Sockel ist mit Feldstein verblendet.[7]
- Des Weiteren steht das oben abgebildete Bauerngehöft unter Denkmalschutz.

## Persönlichkeiten
- Karl Blum (1878–1945); Politiker (SPD), wurde im Wohnplatz Pehlitz geboren
- Reimar Gilsenbach (1925–2001); Schriftsteller, Menschen- und Umweltaktivist, lebte und starb in Brodowin
- Martin Flade (* 1958), Landschaftsplaner und Naturschützer, lebt in Brodowin
- Jule Unterspann (* 1972), Sängerin und Komponistin, lebt in Brodowin

## Bevölkerungsentwicklung
| 1875 | 702 | 1939 | 562 | 1981 | 389 |
| 1890 | 696 | 1946 | 808 | 1985 | 401 |
| 1910 | 528 | 1950 | 768 | 1989 | 379 |
| 1925 | 502 | 1964 | 463 | 1995 | 392 |
| 1933 | 457 | 1971 | 444 | 2000 | 413 |